# Дреничка
Дреничка, Дряничка (Котила) (рос. Дренничка) — річка в Україні, у Чуднівському та Романівському районах Житомирської області. Права притока Лісової (басейн Дніпра).

## Опис
Довжина річки 13 км, похил річки — 3,2 м/км., площа басейну 43,6 км². Формується з багатьох безіменних струмків та трьох водойм.

## Розташування
Бере початок на північно-західній околиці села Стовпів. Тече на північний схід у межах сіл Дреники та Садок. У селі Іванівщина впадає в річку Лісову, ліву притоку Тетерева.

## Риби Дренички
У річці найпоширенішими є такі види риб, як щука звичайна, карась звичайний, окунь, пічкур та плітка звичайна.